# John Michael Bishop
John Michael Bishop (York, Pennsilvània 1936) és un immunòleg i microbiòleg estatunidenc guardonat amb el Premi Nobel de Medicina o Fisiologia l'any 1989.

## Biografia
Va néixer el 22 de febrer de 1936 a la ciutat de York, població situada a l'estat nord-americà de Pennsilvània. Va estudiar medicina a la Universitat Harvard, on es graduà el 1962 especialitzant-se en immunologia. Inicià la seva carrera treballant a la secció de biologia cel·lular de l'Institut Nacional de Salut situat a Betsheda (Maryland), passà un any investigant a l'Institut Heinrich-Pette d'Hamburg i el 1968 fou nomenat professor i investigador de la Universitat de San Francisco, de la qual és el rector des de 1998.

## Recerca científica
Al costat de Harold Elliot Varmus, que conegué a San Francisco, ha desenvolupat la seva recerca científica durant la dècada del 1980, descobrint el primer oncogèn retroviral denominat V-Src. Amb les seva recerca es va poder comprendre la producció de tumors malignes a partir de canvis que es produeixen en gens normals d'una cèl·lula, que no només són produïts per virus sinó que també poden ser produïts per radiacions o substàncies químiques, entre d'altres.
L'any 1989 els dos científics foren guardonats amb el Premi Nobel de Medicina o Fisiologia pel descobriment dels orígens dels oncògens retrovirals.